# 王惟寧
王惟寧（？—？），字子靜，號栢亭，陝西西安府興平縣人，民籍，明朝政治人物。

## 生平
陝西鄉試第四十七名舉人。嘉靖三十二年（1553年）中式癸丑科三甲第一百七十五名進士。兵部观政，授山东阳信县知县，升山西解州知州，历任户部员外郎、山西佥事、山东副使，隆慶五年（1571年）七月升任山西行太仆寺卿。六年六月兼按察司佥事，改驻宁武，不妨马政、整饬中路兵备，从抚臣杨彩的建议。萬曆元年（1573年）七月升为本省右参政兼副使、阳和兵备。

## 家族
曾祖王恭政；祖父王文達；父王官。嫡母趙氏；生母韓氏。弟王惟幾。